# 伊佐パーキングエリア
伊佐パーキングエリア（いさパーキングエリア）は、山口県美祢市伊佐町堀越にある中国自動車道のパーキングエリアである。

## 道路
- E2A 中国自動車道

## 施設

### 上り線（山口・広島方面）
- 駐車場
  - 大型 14台
  - 小型 19台
- トイレ
  - 男性 大5（和式1・洋式4）・小10
  - 女性 11（和式1・洋式10）
  - 車椅子用 1
- 自動販売機

### 下り線（下関・北九州方面）
- 駐車場
  - 大型 16台
  - 小型 20台
- トイレ
  - 男性 大5（和式1・洋式4）・小10
  - 女性 11（和式1・洋式10）
  - 車椅子用 1
- 自動販売機

## 隣
E2A 中国自動車道
(35)美祢IC/BS - 伊佐PA - (35-1)美祢西IC/BS